# Gerhard Winkler
Gerhard Winkler, född 30 oktober 1888, död 15 april 1945, var en tysk SS-Brigadeführer och generalmajor i polisen. Under andra världskriget var han befälhavare för Ordnungspolizei (Befehlshaber der Ordnungspolizei, BdO) i Stuttgart och Generalguvernementet.